# Luka (Lied)
Luka ist ein 1987 veröffentlichter Folk-Rock-Song der US-amerikanischen Sängerin Suzanne Vega, der von ihr selbst geschrieben wurde. Produziert wurde der Song von Lenny Kaye und Steve Addabbo. Luka erschien auf Vegas zweitem Album Solitude Standing (1987) und wurde als Single veröffentlicht. Mit Platz drei ist es ihr bis heute höchstplatzierter Hit in den US-Charts. 
Das Lied war bei den Grammy Awards 1988 unter den Nominierten für die Single des Jahres (Grammy Award for Record of the Year), den Song des Jahres (Grammy Award for Song of the Year) und die beste weibliche Pop-Gesangsdarbietung (Grammy Award for Best Female Pop Vocal Performance). Das dazugehörige Musikvideo wurde bei den MTV Video Music Awards 1988 in der Kategorie Best Female Video ausgezeichnet. Vega nahm auch eine Version des Liedes in spanischer Sprache auf.

## Melodie und Text
Die Melodie in der Tonart Fis-Dur mit einer einleitenden Pentatonik in Quarten und die auf Akustik-Gitarren basierende Instrumentation des Liedes erwecken einen harmonischen, durchaus frohen Eindruck. Der Liedtext hingegen befasst sich mit Kindesmisshandlung in Form von häuslicher Gewalt, dargestellt aus der Sicht eines betroffenen Kindes. Typisch für die Aussage und Ausdrucksweise des Textes sind Zeilen wie die folgenden:
| Yes I think I’m okay I walked into the door again Well, if you ask that’s what I’ll say And it’s not your business anyway … Just don’t ask me how I am | Ja, ich denke, mir geht’s gut Bin wieder gegen die Tür gelaufen Tja, wenn du fragst, das wäre meine Antwort Und es geht Dich sowieso nichts an … Frag mich einfach nicht, wie’s mir geht |

Dieses Textbeispiel verdeutlicht, dass es nicht nur um Kindesmisshandlung an sich geht, sondern auch um die gesellschaftliche Verdrängung derselben. Diese wird noch auf einer weiteren Ebene des Liedes symbolisiert, nämlich durch den Gegensatz zwischen dem Inhalt und seiner Darstellungsform: Die scheinbar harmonische Melodie überdeckt sozusagen den sozialkritischen Liedtext.
Erst in der vierten Strophe verändert sich, obwohl die musikalische Struktur dieselbe bleibt, der Sound des Liedes: die Gitarre wird abgestoppt, was beim Hörer das Gefühl erzeugt, dass unter der harmonischen Oberfläche etwas nicht in Ordnung ist. Bis zum Ende jedoch fehlt der Musik die Doppelbödigkeit, suggeriert sie mit fröhlichen Rhythmen eine heile Welt, die laut Hartmut Fladt durch den Text „auf den Kopf gestellt wird. Dargestellt werden sollen so die Mechanismen der Verdrängung des Schrecklichen, sogar durch das Opfer selbst.“
Suzanne Vega selbst schrieb im Jahr 2008 zur Entstehung von Luka:

„(…) Ich wollte Dur, da mich die Kombination aus Moll und einem kleinen leidgeprüften Jungen auf einer Haustürmatte wütend machte. Mir schien, dass die meisten missbrauchten Kinder traurig und ängstlich sind, aber dass sie ihr Schicksal irgendwann als Tatsache des Lebens akzeptieren, als etwas fast Erwartbares. Eine Art Pragmatismus. So kam ich auf Dur, und wir beließen es dabei. Im fertigen Song klang es aufmunternd, froh, fast triumphierend, was gar nicht meine Absicht war. (...) So viele Menschen in Amerika, aber auch aus anderen Ländern und Kulturen dieser Erde, identifizierten sich mit meinem erfundenen Charakter. Ich hatte gedacht, es sei eine kleine, persönliche Sache. Aber mein Manager Ron hatte recht behalten: Es war eine riesige, gesellschaftliche Sache.“

2023 erzählte sie in der Sendung radioMitschnitt auf Bayern 2, dass Luka von ihren eigenen Erfahrungen mit häuslicher Gewalt handelt.

## Charts
| ChartsChartplatzierungen       | Höchstplatzierung | Wochen |
| ------------------------------ | ----------------- | ------ |
| Österreich (Ö3)                | 9 (10 Wo.)        | 10     |
| Vereinigtes Königreich (OCC)   | 23 (8 Wo.)        | 8      |
| Vereinigte Staaten (Billboard) | 3 (19 Wo.)        | 19     |

Das Lied wurde von verschiedenen Musikern und Bands gecovert; die italienische Sängerin Paola Turci nahm 1988 mit Mi chiamo Luka eine Version in ihrer Landessprache auf, die auf ihrem Studioalbum Ragazza sola, ragazza blu vorhanden ist. The Lemonheads veröffentlichten 1989 eine Version auf ihrem Studioalbum Lick. 2009 coverte Laith Al-Deen den Song Luka, der auf seinem Album Session zu finden ist. Suzanne Vega selbst nahm 2010 eine neue Version des Liedes auf, die auf ihrem Album Close-Up Vol. 2, People & Places veröffentlicht wurde. Kasey Chambers veröffentlichte im Jahr 2011 eine Version auf ihrem Album Storybook.